# ساختمان پزشکان در باغ رز
ساختمان پزشکان در باغ رز (چکی: Ordinace v růžové zahradě) یک درام پزشکی تلویزیونی چکی است که ما بین سال‌های ۲۰۰۵ تا ۲۰۲۱ از شبکه تلویزیونی نوآ در جمهوری چک پخش شد.

## بازیگران
- دانا مورافکووا
- زلاتا آداموفسکووا
- ماهولنا بوچانووا
- مارتین زونار
- میخائلا بادینکووا
- آندره‌آ روژیچکووا
- لنکا ترمرووا
- سیمونا کرائینووا
- یان کاچر
- برانیو هولیچک
- دانا باتولکووا
- ساشا راشیلو
- ترزا کوستکووا
- آنا پولیوکووا
- رومن زاخ
- ییتکا چوانچارووا
- لیندا ریبووا
- میلوشه بیتنرووا
- کریستینا بادینکووا نواکووا
- آندرئا چرنا
- میشائلا پخاچکووا
- لوتسیه زدنیچکووا
- بنی کریستو
- ورونیکا آریختوا
- زدنا هرفورتووا
- یان ولاساک
- ترزا پرگنرووا
- مارکتا چستوای
- کارینا چیخف
- لوتسیه چرنیکووا
- باربورا یانووا
- یانا هولتسوا
- ولاستا ژهرووا
- میخائلا کوکلووا
- ماریکا شوپوسکا